# 圣埃莫堡
圣埃莫堡（Castel Sant'Elmo）是意大利南部城市那不勒斯的一座中世纪要塞，位于沃梅罗山上，邻近圣玛蒂诺修道院，现作为博物馆开放参观，城堡顶部是那不勒斯最重要的观景台，可以看见以地中海和维苏威火山为背景的那不勒斯全景。其名称源自于一座10世纪的圣埃拉斯莫教堂。

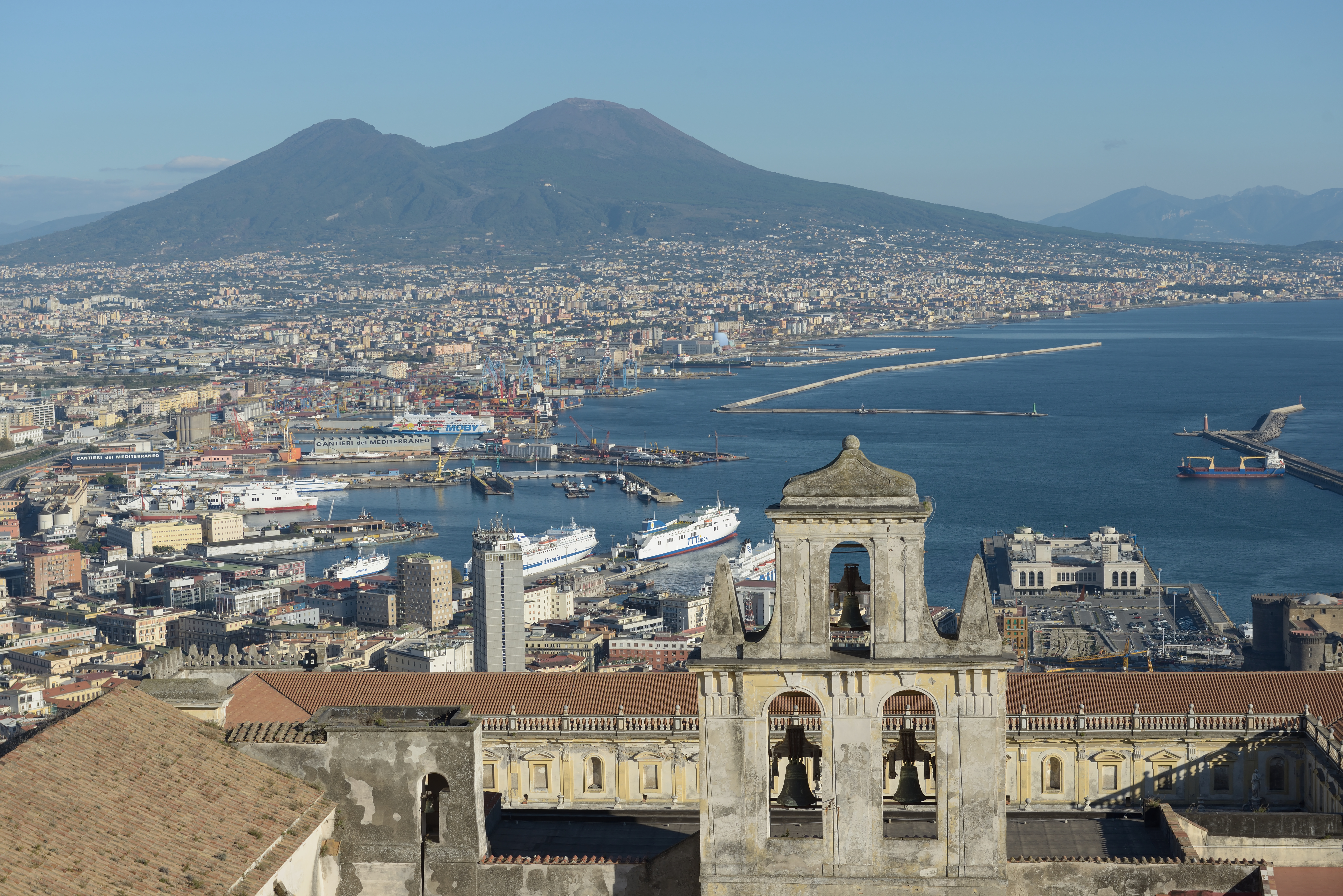
从圣埃莫堡顶端俯瞰那不勒斯全景

## 历史

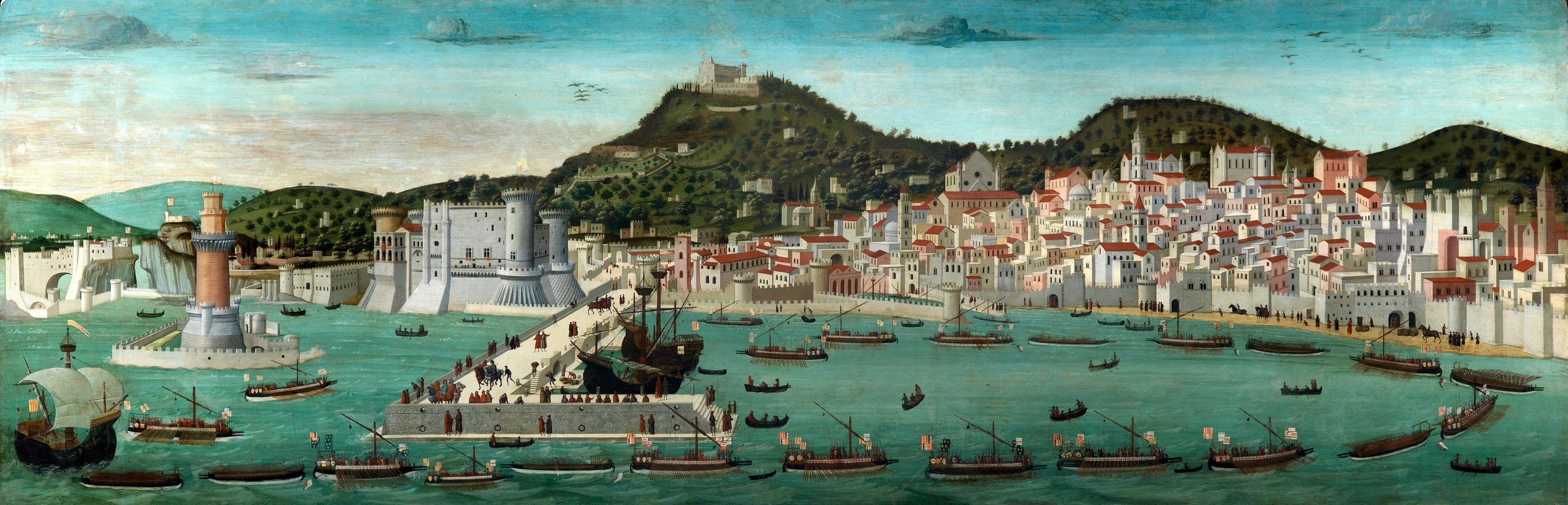
弗朗切斯科·羅塞利於1472年所繪的畫作，山頂的建築物為地震前的圣埃莫堡

文献记载该址最早建筑可追溯至1275年安茹的查理时期。最初称为"Belforte"，可能是一座带围墙的防御性住宅，入口有两座塔楼。1329年，那不勒斯的罗伯特国王委托锡耶纳建筑师蒂诺·达·卡迈诺扩建要塞，文献称之为"圣伊拉斯谟山顶宫殿"。卡迈诺还监督了相邻的圣马蒂诺加尔都西会修道院的建造。到1336年，该建筑被称为"castrum"（城堡），工程持续至卡迈诺1343年去世。
阿塔纳西奥·普里马里奥和弗朗切斯科·迪·维科随后主持建造。1348年文献称其为"castrum Sancti Erasmi"，因原址有供奉圣伊拉斯谟的小教堂。安茹王朝要塞在1456年意大利中部地震中严重受损，外墙与塔楼倒塌。
阿拉贡统治者，特别是总督表弟佩德罗·阿尔瓦雷斯·托莱多，将其纳入城市陆地防线四大要塞体系。1537至1547年间，瓦伦西亚军事建筑师佩德罗·路易斯·埃斯克里瓦将其改造成六角星形。这个大胆设计引发同时代人激烈批评，埃斯克里瓦不得不在1538年发表《辩护书》解释。

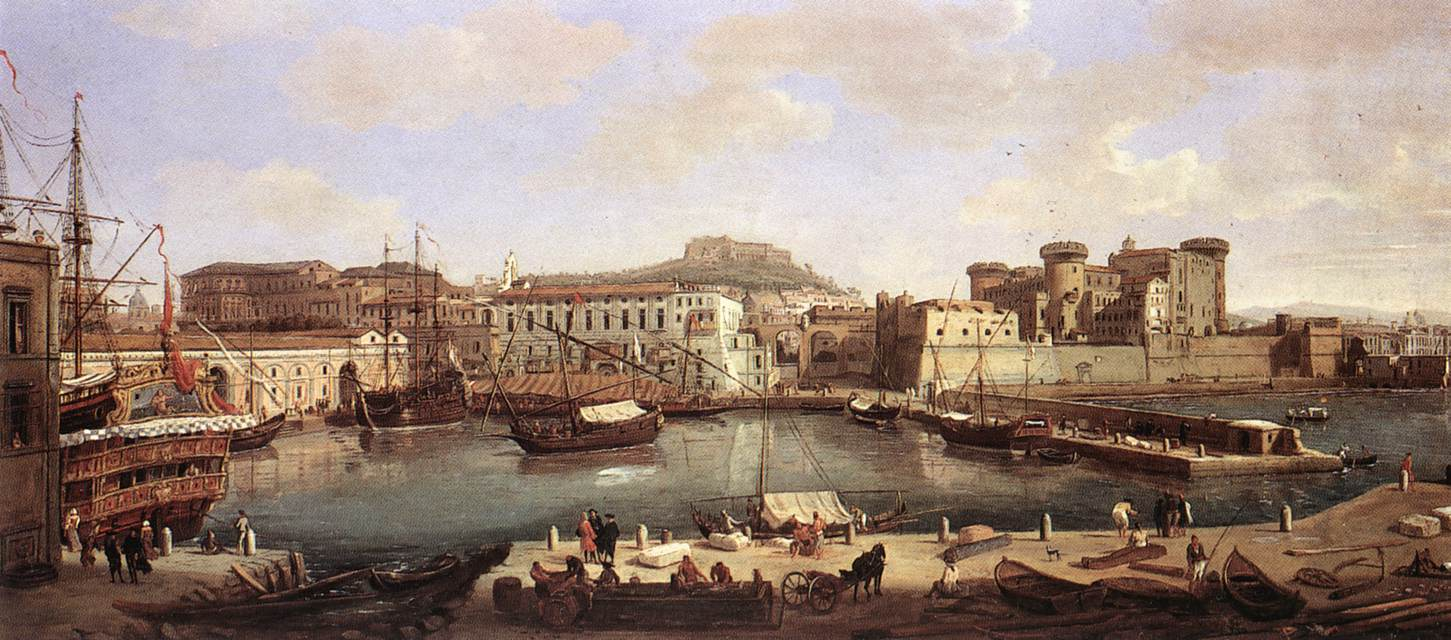
加斯帕尔·范·维特尔1700-1710年的风景画，背景山上是圣埃尔莫城堡，右侧海岸为新堡

实际上，双钳形防御工事、堡垒众多射击孔、护城河环绕的高墙，完美适应地形与战略需求。1538年入口上方放置纪念铭文，冠以查理五世纹章与双头帝国鹰徽。

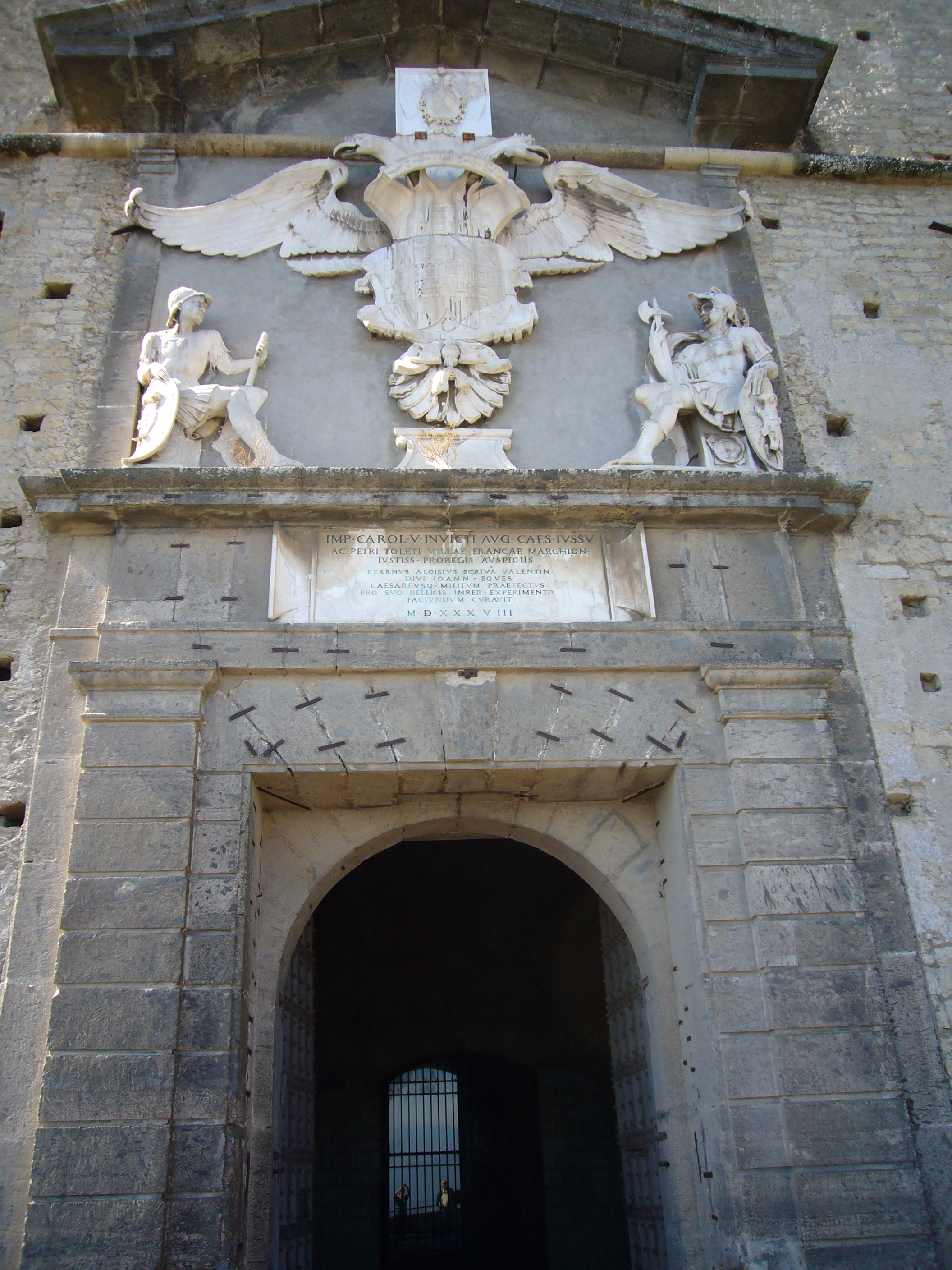
带帝国鹰徽的1538年大门

城堡作为独立军事据点，总督拥有军政绝对权力。练兵场周围是军官宿舍、牧师住宅、西班牙建筑师彼得罗·普拉托设计的教堂（1547年），以及安茹时期Belforte的遗存建筑。佩德罗·德·托莱多的纪念墓（1588年）位于教堂圣器室。
1587年闪电击中军火库引发爆炸，摧毁教堂、牧师住宅和军官宿舍。1599至1601年间由建筑师多梅尼科·丰塔纳重建。虽经世纪更迭，城堡保持原始结构。凝灰岩建造的城堡雄踞那不勒斯，自15世纪末斯特罗齐事件后，长期是政府镇压的象征。1604年囚禁"异端"托马索·康帕内拉，1799年关押那不勒斯革命志士，包括真纳罗·塞拉、马里奥·帕加诺和路易吉娅·桑费利切。1860年波旁守军撤离后，作为军事监狱直至1952年转移至加埃塔。

## 现状
1976年前一直为军事属地，后由坎帕尼亚公共工程局开展大规模修复。七年工程清除世纪积垢，复原原始廊道、垛墙通道和地下密室，其中建成700座礼堂。1982年移交那不勒斯艺术历史文物局，旧监狱上层设立布鲁诺·莫拉约利艺术史图书馆。
原海军总部现为城堡行政机构及那不勒斯部分行政部门办公地，包括编目办公室、摄影档案室和反盗窃办公室。
城堡现有多个常设艺术展，包括2015年安装在西北角城墙练兵场上方、长达30英尺的盲文栏杆。另有两件装置：栏杆旁的巨型金属头盔和练兵场直径15英尺的锥形金属雕塑。